# Henryk Mieczysław Jagodziński

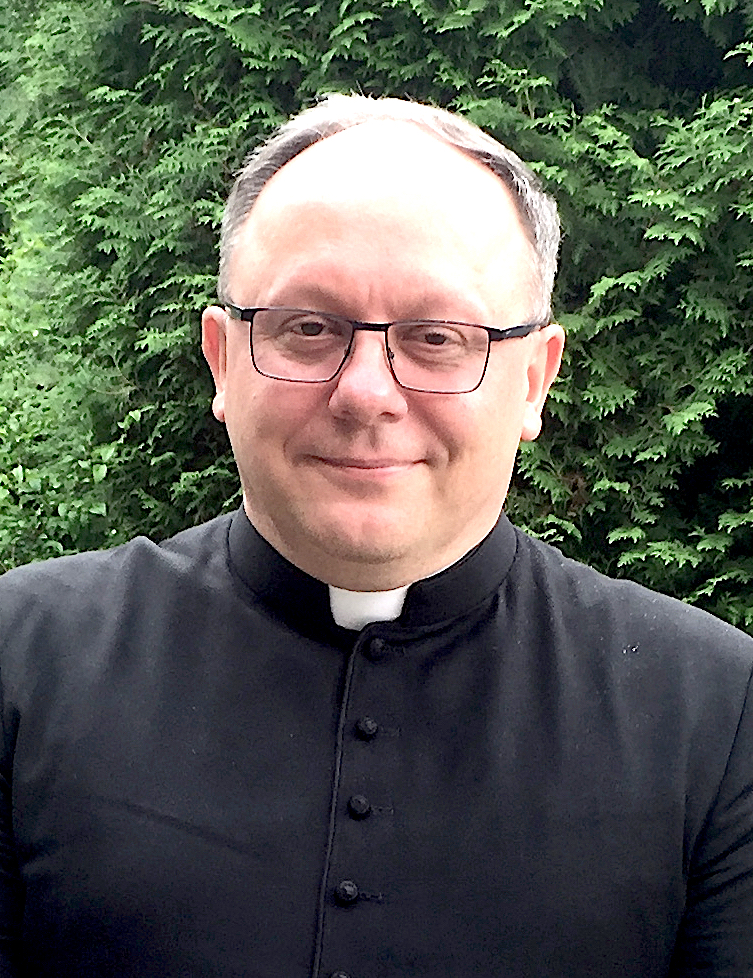
Henryk Jagodziński (2020)

Bischofswappen von Henryk Mieczysław Jagodziński

Henryk Mieczysław Jagodziński (* 1. Januar 1969 in Małogoszcz) ist ein polnischer Geistlicher, römisch-katholischer Erzbischof und Diplomat des Heiligen Stuhls.

## Leben
Nach dem Studium der Philosophie und der Katholischen Theologie am Priesterseminar des Bistums Kielce und am Polnischen Priesterseminar in Paris empfing Henryk Mieczysław Jagodziński am 3. Juni 1995 durch den Bischof von Kielce, Kazimierz Ryczan, das Sakrament der Priesterweihe. Anschließend war Jagodziński Pfarrvikar in Busko-Zdrój, bevor er 1997 für weiterführende Studien nach Rom entsandt wurde. Er wurde an der Päpstlichen Universität Santa Croce im Fach Kanonisches Recht promoviert.
Henryk Mieczysław Jagodziński trat am 1. Juli 2001 in den diplomatischen Dienst des Heiligen Stuhls ein. Nach der Ausbildung an der Päpstlichen Diplomatenakademie war er an den Nuntiaturen in Belarus (2001–2005) und Kroatien (2005–2008), in der Sektion für die Beziehungen mit den Staaten des Staatssekretariats (2008–2015) sowie an der Nuntiatur in Indien (2015–2018) tätig. Zuletzt war er Nuntiaturrat an der Nuntiatur in Bosnien und Herzegowina.
Am 3. Mai 2020 ernannte ihn Papst Franziskus zum Titularerzbischof von Limosano und zum Apostolischen Nuntius in Ghana. Der Delegat für die Nuntiaturen im Staatssekretariat des Heiligen Stuhls, Erzbischof Jan Romeo Pawłowski, spendete ihm am 18. Juli desselben Jahres in der Kathedrale von Kielce die Bischofsweihe; Mitkonsekratoren waren der Apostolische Nuntius in Polen, Erzbischof Salvatore Pennacchio, und der Bischof von Kielce, Jan Piotrowski.
Am 16. April 2024 ernannte ihn Papst Franziskus zum Apostolischen Nuntius in Südafrika und Lesotho, im Juli 2024 zusätzlich auch in Eswatini und Namibia sowie am 20. August 2024 zum Nuntius in Botswana.